# 北岡是樹
北岡是樹（きたおかよしき、1970年9月13日 - ）は、日本の写真家。
二度世界一を獲得したモータースポーツでの撮影取材活動が目立つが、実際には人物や風景等様々なジャンルでの作品が評価を得ている。

またミュージシャンである実弟キタヲカフミヒトの作品のジャケット等のアートワークも手がける。

## 経歴
- 1970年9月13日 - 兵庫県明石市生まれ。
- 1986年3月 - 京都市立勧修中学校卒業。
- 1986年7月1日 - プロフェッショナルフォトグラファーとして活動を開始。
- 1987年 - 一時的に西ドイツのアーヘン市に在住・ヨーロッパの国々と世界選手権を取材。
- 1988年 - 鈴鹿8耐を初取材。
- 1990年 - 横浜へ移住・東京の会社を中心に国内外で取材活動を展開。モータースポーツは地方選手権を中心に全日本選手権等も取材。
- 1991年 - ロードレース環太平洋選手権・全日本選手権を全戦取材。
- 1992年～1994年 - ロードレース環太平洋選手権・全日本選手権をほぼ全戦取材しつつスポットでヨーロッパへも遠征、世界選手権も取材。
- 1995年 - 活動の場を本格的に世界選手権へスイッチ・英国のチームに所属し、一時的にオランダのブレダに在住しWGP・WSBを取材。
- 1996年 - 取材の合間に国内でカートレースに出場(３戦１勝) 。
- 1997年 - 世界選手権取材の他にロードレースアジア選手権には監督として出場しつつ取材。
- 2000年 - SBKナンバー１アワードに於いてベストフォトグラファーに選出・フォトグラファーズ･ワールドチャンピオンを獲得。
- 2001年 - SBKナンバー１アワード二年連続受賞・二年連続でフォトグラファーズ･ワールドチャンピオンを獲得。
- 2002年 - 世界選手権の他にマカオGPへも初取材。
- 2003年～2005年 -　諸事情で国内に残留・日本国内で開催された総てのロードレース世界選手権を取材。
- 2003年・2005年 -　阪神タイガース優勝に際し球団公式カメラマンとして取材(セリーグ優勝時及び日本シリーズ)。
- 2006年 - 六月にWSBサンマリノで一戦限りの世界復帰をするも引続きレギュラーとしての復帰へ向け模索中・チャレンジビバンダム・2006 in パリへも撮影取材。
- 2007年 - 中国・澳門へ世界遺産の撮影取材のために通う・チャレンジビバンダム in 上海へ撮影取材。
- 2008年以降2007年の澳門世界遺産に続きバリ島へ撮影取材へ・世界を舞台に新たな境地へ。

1986年のデビュー以来、モータースポーツを中心に様々なジャンルの写真を世界各国で撮影。

転戦生活をはじめ、訪れた国と地域は40以上にのぼる。

## 主な写真展
- 1995年7月　- 鈴鹿8耐の会場内で個展を開催。
- 2010年10月 - 鈴鹿国際大学学園祭「鈴国際」国際写真部展で世界タイトルを獲得した作品を二枚展示(うち一枚は国内初公開)。

その他にプレス協会展等多数。

## 主な受賞歴
- 1986年 - 全国高校写真部対抗コンテストで人物写真個人部門で全国優勝。
- 2000年 - SBKナンバー1アワードに於いてベストフォトグラファーに選出・フォトグラファーズ･ワールドチャンピオンを獲得。
- 2001年 - SBKナンバー1アワード二年連続受賞・二年連続でフォトグラファーズ･ワールドチャンピオンを獲得。

## エピソード
2000年の正式なタイトルはSBK Number1 Awards a Special Mention。

Best Photoは他にあるが、CGを使った合成写真であったため、純粋に撮影した写真家のベストとして選出された。
2001年の受賞に際し、投票期間に日本人のファンが当時のBBSで投票を呼びかけこぞって投票するも、その作品とは違う作品での受賞。

日本を除く世界中のレースファン、写真ファンからの投票での世界タイトル獲得となった。
2006年鈴鹿8耐でモータースポーツにおける通算の総取材経歴が500戦を達成。